# Thomas Sametin
Thomas Sametin, né en 1984, est un réalisateur français.

## Biographie
Documentariste, Thomas Sametin a réalisé une web-série et un moyen-métrage autour de navigateurs du Vendée Globe (Alan Roura et Thomas Ruyant), ou accompagné un projet musical avec Gaël Faye et Ibeyi produit par la marque Levi's.
À partir de 2014, il réalise de nombreux projets pour la Whitaker Peace & Development Initiative, fondation pour la paix créée par l'acteur Forest Whitaker. Ce dernier participe à la production du long métrage For the Sake of Peace, premier long-métrage de Thomas Sametin, co-réalisé par Christophe Castagne et sélectionné en séance spéciale au Festival de Cannes 2022. Consacré aux conflits et à une militante de la paix au Soudan du sud, le film est en lice pour la Caméra d'or.  

## Filmographie
- 2021 : Thomas Ruyant, à la conquête du Vendée Globe[5].
- 2022 : For the Sake of Peace.

## Distinctions
- Festival de Cannes 2022 : Sélection officielle pour For the Sake of Peace.
- Foiling Film Festival 2022 - Prix du meilleur scénario pour Thomas Ruyant, à la conquête du Vendée Globe[6].